# Selvaggia Di Vasco
Selvaggia Di Vasco, nome d'arte di Maria Teresa Corchia (Roma, 1950), è un'attrice e cantautrice italiana.
In alcuni dischi è accreditata come Selvaggia Divasco.

## Biografia
Dopo alcuni provini viene messa sotto contratto dalla Fonit-Cetra, etichetta per cui debutta nel 1971 con due canzoni scritte da Alessandro Alessandroni.
L'anno successivo partecipa al programma televisivo Il suo nome per favore, presentando la canzone Mea culpa.
Parallelamente all'attività come cantante porta avanti la carriera di attrice in vari film e sceneggiati televisivi tra cui Dov'è Anna? e Il commissario De Vincenzi (nell'episodio La barchetta di cristallo, in cui interpreta Nennele Baroncelli), oltre a spettacoli teatrali.
Nel decennio successivo decide di abbandonare l'attività artistica.

## Filmografia

### Cinema
- Il garofano rosso, regia di Luigi Faccini (1976)
- Operazione Kappa: sparate a vista, regia di Luigi Petrini (1977)

### Televisione
- Dov'è Anna? di Diana Crispo e Biagio Proietti, regia di Piero Schivazappa, trasmesso dal 13 gennaio al 24 febbraio 1976 sulla Rete Uno.
- Qui squadra mobile, episodio Omissione di soccorso, di Massimo Felisatti e Fabio Pittorru, regia di Anton Giulio Majano, trasmesso il 5 ottobre 1976 sulla Rete Uno.
- Il matrimonio, opera teatrale di Nikolaj Vasil'evič Gogol', regia di Orazio Costa, trasmessa il 4 febbraio 1977 sulla Rete Due.
- La barchetta di cristallo di Augusto De Angelis, regia di Mario Ferrero, trasmesso il 1° e il 2 aprile 1977 sulla Rete Due.
- La villa regia di Giovanni Guaita, trasmesso dal 28 agosto al 18 settembre 1977 sulla Rete Uno.
- Il delitto Paternò, regia di Gianluigi Calderone, trasmesso dall'8 al 29 novembre 1978 sulla Rete Due.
- Gioco di morte di Juan Goytisolo, regia di Enzo Tarquini, trasmesso il 13 e il 20 settembre 1980 sulla Rete Due.

## Discografia

### Singoli
- 1971 Muore una favola/Non mi va (Fonit-Cetra, SP 1459)
- 1973 Legge d'amore/Visi stanchi (Erre, RR 3059)
- 1974 Na-Nanu-Nu-Nana/Esperienza (BASF, 06 13321-O)